# مجانسة
الخالط

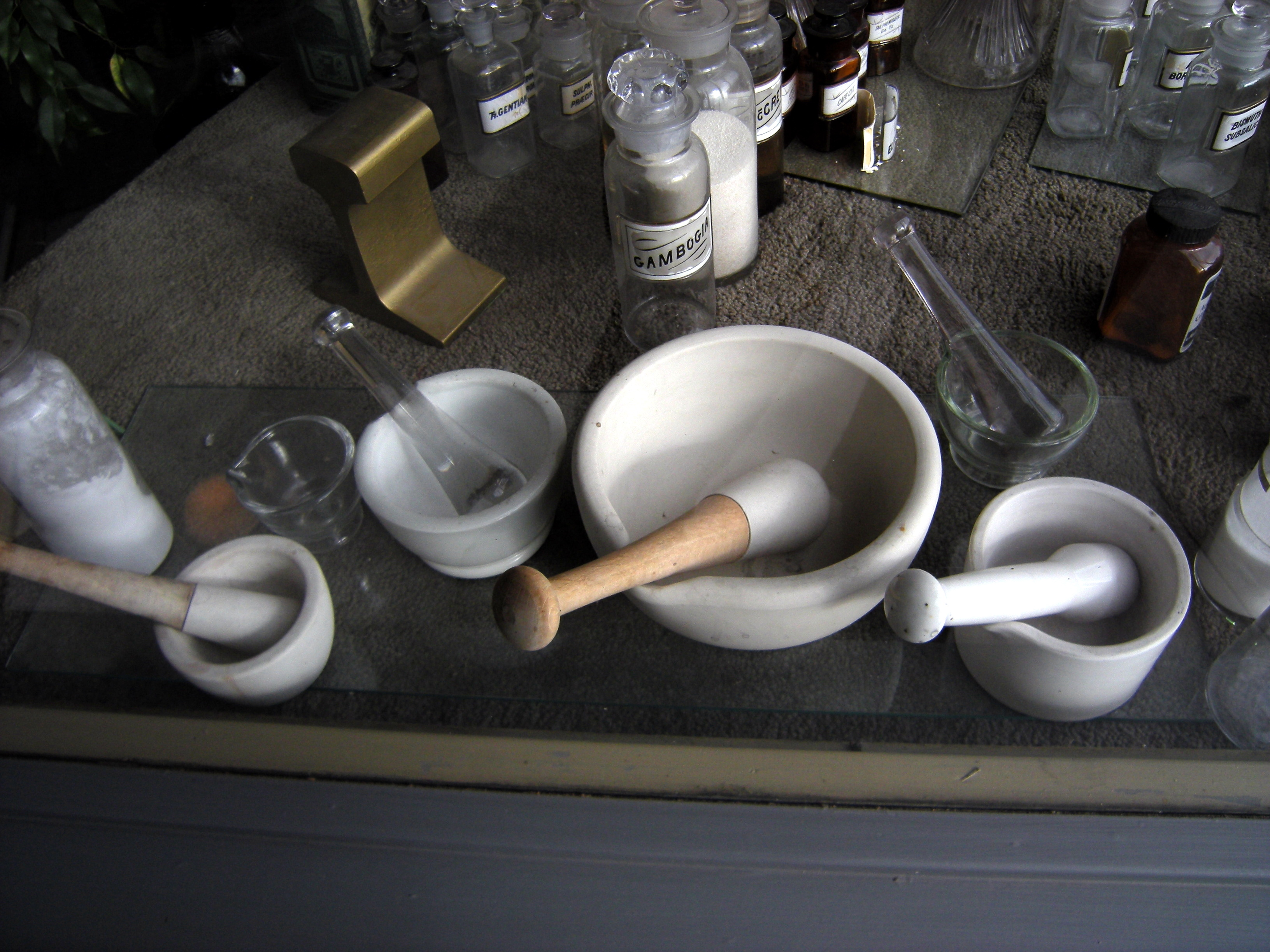

هو قطعة من المعدات المختبرية المستخدمة في مزج أنواع مختلفة من المواد، مثل الأنسجة والنباتات والغذاء والتربة، وغيرها، وقد تم تطوير نماذج عديدة ومختلفة باستخدام التقنيات الفيزيائية المختلفة من اجل مزج وخلط المواد. 'الهاون والمدقة "، التي تستخدم بالفعل منذ آلاف السنين، هي أداة ما زالت تستخدم حتى في المختبرات الحديثة.
وتستند الحلول الأكثر حداثة في الخلاط على عدة أنواع من الشيفرات (المعروفة أيضا في المطبخ) حيث يتم الاعتماد على زيادة الضغط، والعديد من القوى الفيزيائية الأخرى.
في حين أن التقنيات القديمة التي تركز فقط على تعطيل هذه المواد، التكنولوجيات الجديدة تتناول أيضا جوانب الجودة وتقليل التلوث الناتج وخفض الضجيج.
المزج هي خطوة شائعة الأاستخدام قبل تحليل الحمض النووي أو البروتينات أو الخلايا وغيرها.